# Idaea agraria
Idaea agraria là một loài bướm đêm trong họ Geometridae.